# Eugenia consolatae
Eugenia consolatae är en myrtenväxtart som beskrevs av Emilio Chiovenda. Eugenia consolatae ingår i släktet Eugenia och familjen myrtenväxter.
Artens utbredningsområde är Kenya. Inga underarter finns listade i Catalogue of Life.